# Dive (album)
Pour les articles homonymes, voir Dive.
Albums de Māya Sakamoto
Grapefruit
(1997) Single Collection+ Hotchpotch
(1999)
Singles
Dive est le 2e album de Māya Sakamoto, sorti sous le label Victor Entertainment le 19 décembre 1998 au Japon. Une réédition est sortie le 24 mars 2010.

## Présentation
Cet album a atteint la 44e place du classement de l'Oricon et reste classé pendant trois semaines, pour un total de 13 400 exemplaires vendus. Il contient son single Hashiru.

## Liste des titres
Toute la musique et les arrangements ont été composées par Yōko Kanno.
| 1.  | I.D.                        | Māya Sakamoto | 4:41 |
| 2.  | Hashiru (Album Ver.) (走る) | Yuho Iwasato  | 5:37 |
| 3.  | Baby Face                   | Tim Jensen    | 4:40 |
| 4.  | Getsuyou no Asa (月曜の朝)  | Yuho Iwasato  | 4:06 |
| 5.  | Pilot (パイロット)          | Māya Sakamoto | 3:57 |
| 6.  | Heavenly Blue               | Tim Jensen    | 4:49 |
| 7.  | Peace (ピース)              | Māya Sakamoto | 4:51 |
| 8.  | Yucca (ユッカ)              | Yuho Iwasato  | 4:56 |
| 9.  | Neko to Inu (ねこといぬ)    | Māya Sakamoto | 4:03 |
| 10. | Kodoku (孤独)               | Yuho Iwasato  | 4:58 |
| 11. | Dive (DIVE)                 | Yuho Iwasato  | 5:26 |